# Лессо
Лессо — древний город, упоминаемый в документальных источниках (Плиний старший и Клавдий Птолемей). Его можно с полной уверенностью идентифицировать с археологическим местонахождением, сохранившимся под посёлком Гисона (Guisona, провинция Лерида, Испания) и в полях, которые его окружают.
О существовании этого памятника, одного из самых значительных для Каталонии Римской эпохи, догадывались уже ученые XVI века, Понс Икарт (Pons de Icart) и отец A. Августин. Эти предположения были подтверждены результатами раскопок, проведённых Институтом Каталонских Исследований в 1933 году под руководством Josep Colomines. Впоследствии (и прежде всего благодаря археологическим исследованиям в течение последних двух десятилетий) были получены новые данные, которые подтверждают важность этого местонахождения и его большое научное, историческое и музейное значение.
Доисторический посёлок (protohistórico) позволяет датировать его жизнедеятельность между VII веком до н. э. и первой половиной IV века до н. э. В иберийскую эпоху должен был существовать какой-то маленький ареал, так как археологи не обнаружили присутствия населения в этот период. Основание римского поселения относится к началу I века до.н. э. С этого времени начинается строительство, проводившееся вплоть до эпохи Поздней империи.
На современном уровне исследований можно сделать предположения о структуре городской застройки, которая имела многоугольную форму, занимала около 18 гектаров с ортогональной сетью улиц, следовала параметрам градостроительства городов Римской эпохи.
Среди других городских элементов, сохранившихся в римском городе, следует отметить участок крепостной стены. В древности она должна была иметь длину около 280 погонных метров. Сохранились входные ворота и одна из основных улиц. Так называемая cardo máximus должна была быть длиной около 560 метров (Кардо — римская улица, ориентированная с севера на юг). С самого основания голода были сооружены бани, что представляет интерес и с точки зрения истории и архитектуры. Следует отметить две зоны некрополя. Одна из них расположена к северо-западу от города и датируется эпохой расцвета Римской Империи. Здесь была обнаружена такая замечательная находка как всадник из бронзы и надгробие со стихотвореньем на латыни. Другое погребение располагается вокруг современной церкви Санта-Марии и относится к эпохи поздней империи.
Римский город Лессо (Iesso) был гораздо больше по размерам, чем средневековая вилла и поселение Нового времени, что является исключительным для Каталонии. С другой стороны, сфера его влияния была очень обширной. Судя по концепции римского города, она могла распространяться на современную комарку Ла Сегарра (Segarra) вплоть до города де Уржель.